# Karel Fieger
Karel Fieger (13. února 1895 - 2. června 1954) byl členem ilegální odbojové organizace Dr. Eduard Beneš. V 50. letech 20. století byl souzený ve veřejném politickém monstrprocesu Kolín, Weiland a spol. 

## Života a činnost
Narodil se 13. února 1895. Po válce pracoval jako ředitel továrny protipožárního zařízení ve Vysokém Mýtě. Tato pozice mu byla odebrána po únoru 1948. V době zatčení byl zaměstnán jako nákupní úředník ve Vysokém Mýtě.

### Zatčení, obžaloba, rozsudek
Karel Fieger byl zatčen 10. ledna 1950 a převezen do liberecké vazební věznice. Při domovní prohlídce nebylo nalezeno nic podstatného, přesto byl obviněn z trestného činu velezrady a vyzvědačství. Konkrétně byl viněn z toho, že byl pomocí vysílačky ve styku s osobním tajemníkem Petra Zenkla Františkem Ambrožem. Karel Fieger měl po agentovi CIC posílat Ambrožovi zprávy o situaci v zemi. Déle měl také opatřit seznam ženských příslušnic SNB.
Podle vyšetřovatelů se měl v listopadu 1949 začlenit do teroristické organizace Dr. Eduard Beneš, kterou vedl Bedřich Judytka. Fieger mu měl také radit, jak skupinu vést. 
Karel Fieger byl odsouzen k trestu odnětí svobody na 25 let. Byl mu uložen peněžní trest ve výši 40 000 Kčs a došlo ke konfiskaci celého jeho majetku. Také ztratil čestná práva občanská na dobu 10 let.
Karel Fieger zemřel 2. června 1954 na rakovinu plic v brněnské nemocnici.